# Florenville
Florenville es un municipio de la región de Valonia, en la provincia de Luxemburgo, Bélgica. A 1 de enero de 2019 tenía una población estimada de 5578 habitantes.

## Geografía
Se encuentra ubicada al sureste del país, en la zona de las Ardenas y cerca del río Semois, un afluente del río Mosa.

### Secciones del municipio
El municipio comprende los antiguos municipios, que se fusionaron en 1977:
| - Florenville - Fontenoille - Muno - Sainte-Cécile - Lacuisine - Villers-devant-Orval - Chassepierre |

### Pueblos y aldeas del municipio
El municipio comprende los pueblos y aldeas de: Azy, Conques, Laiche, Lambermont, Martué, Le Menil, Watrinsart

## Demografía

### Evolución
Todos los datos históricos relativos al actual municipio, el siguiente gráfico refleja su evolución demográfica, incluyendo municipios después de efectuada la fusión el 1 de enero de 1977.
| Gráfica de evolución demográfica de Florenville entre 1846 y 2020 |
|                                                                   |